# Communauté de communes Val de Viosne
Die Communauté de communes Val de Viosne ist ein ehemaliger französischer Gemeindeverband (Communauté de communes) im Département Val-d’Oise und der Region Île-de-France. Er wurde am 24. Dezember 2002 gegründet.
Im Dezember 2003 trat die Gemeinde Berville aus, ein Jahr später Montgeroult ein.
Der Gemeindeverband fusionierte mit Wirkung vom 1. Januar 2013 mit der Communauté de communes des Trois Vallées du Vexin und der Communauté de communes du Plateau du Vexin und bildeten damit die neue Communauté de communes Vexin Centre.

## Mitglieder
- Marines (2925 Einwohner)
- Chars (1721 Einwohner)
- Boissy-l’Aillerie (1668 Einwohner)
- Cormeilles-en-Vexin (863 Einwohner)
- Santeuil (578 Einwohner)
- Grisy-les-Plâtres (556 Einwohner)
- Frémécourt (464 Einwohner)
- Haravilliers (460 Einwohner)
- Montgeroult (411 Einwohner)
- Bréançon (332 Einwohner)
- Neuilly-en-Vexin (210 Einwohner)
- Brignancourt (205 Einwohner)
- Le Heaulme (187 Einwohner)
- Theuville (59 Einwohner)

## Quelle
- Le SPLAF - (Website zur Bevölkerung und Verwaltungsgrenzen in Frankreich (frz.))